# AMD
AMD, съкр. от Advanced Micro Devices, е американска компания от Санта Клара, щата Калифорния, Съединените американски щати. AMD разработва и продава компютърни чипове, микропроцесори, чипсети, графични процесори (GPU) и едночипови системи (SoC). По този начин компанията се насочва към компютърния и комуникационния сектор в B2B сектора, но също и директно към потребителите. След отделянето на фактическото производство на полупроводници в Globalfoundries през 2009 г., AMD вече няма собствено производствено предприятие, компанията е „безфабрична“. AMD е включена в борсовия индекс Standard & Poors 500 от 20 март 2017 г., има около 13 000 служители по целия свят (към ноември 2021 г.) и е вторият по големина производител на x86 процесори в света след Intel (към 2011 г.) Акциите на компанията са се търгували на Нюйоркската фондова борса от 1979 г. до 2014 г., от 2 януари 2015 г. те са регистрирани на NASDAQ.
Компанията е основана през 1969 година от група инженери, напуснали Fairchild Semiconductor, сред които най-известният е Джери Сандърс.

## История
Компанията започва своята дейност като производител на логически схеми, а по-късно започва производството на RAM чипове. През 1975 година AMD създава клонинг на популярния 8-битов процесор 8080 на Intel. По същото време AMD проектират няколко модулни микроконтролера (Am2900 и др.), които са предназначени за създаването на процесори с различна ширина на данните (чрез обединяването на няколко от тези контролери). През следващите няколко години AMD проектира и произвежда процесори, които са съвместими с господстващите на пазара процесори на Intel.
Към края на 80-те години на 20 век в компютърната индустрия господства мнението, че CISC процесорите, които произвежда основно Intel, ще бъдат изместени от процесорите с RISC архитектура. AMD се опитва да се възползва от ситуацията и през 1989 г. пускат на пазара 32-битовия RISC процесор Am29000. Компанията се опитва да разнообрази дейността си и да навлезе на пазара на видео и аудиоконтролери. В крайна сметка AMD не постига големи успехи на тези пазари и в наши дни е фокусирана основно върху пазарите на процесори и флашпамети. През 2006 г. AMD закупи големия производител на видеопроцесори, видеоконтролери и чипсети за дънни платки ATI Technologies и заема 2-ро място след Nvidia на този пазар.

### Клонинги на 8086, 80286, 80386
В началото на 80-те години на 20 век, компанията IBM създава легендарния персонален компютър IBM PC. За централен процесор на този компютър е избран Intel 8088. За да са сигурни в доставките, IBM искат да има поне 2 независими производители на тези процесори. През февруари 1982 г. Intel сключва договор с AMD, с който AMD получава правото да произвежда процесори, които са съвместими с 8088 и 8086 на Intel. По-късно по действието на същия договор, AMD произвежда клонинги на процесора 80286 на Intel.
Пазара на IBM PC компютрите бързо се разраства и благодарение на факта, че спецификацията на компютъра е открита (вероятно най-прочутото недоглеждане на IBM), бързо се появява пазар за IBM PC-съвместими компютри, върху който IBM няма никакъв контрол. Intel осъзнава, че пазарът на PC-съвместимите компютри е потенциално много по-голям от пазара на оригиналните IBM PC (производство на IBM) и през 1986 г. прекратява договора, който дава право на AMD да произвежда Intel-съвместими процесори. Моментът на прекратяване на договора не е избран случайно – през същата година Intel пуска революционния 32-битов процесор 80386 и AMD не могат да произвеждат 386-съвместими процесори.
AMD обжалва прекратяването на договора и през 1991 г. Върховният съд на щата Калифорния принуждава Intel да поднови договора и да изплати на AMD 1 милиард щатски долара компенсации за неправомерното му прекъсване. Все пак от Intel успяват да прокарат изискването AMD да разработват сами т. нар. микрокод, което се предполага, че ще забави разработката на Intel-съвместими процесори от AMD или дори ще я направи невъзможна.
Въпреки тези очаквания, AMD пуска на пазара още през 1991 Am386 – процесор, който е съвместим с Intel 80386 и за по-малко от година успява да продаде над 1 милион бройки.

### Am486
През 1993 г. Am386 е последван от Am486, който е съвместим с Intel 80486. Поради значително по-ниската си цена от съответните процесори, предлагани от Intel, процесорите на AMD са сравнително популярни, въпреки че пазарният им дял не надхвърля 10%.
Междувременно, през 1993 г. Intel пуска на пазара революционния процесор Pentium, за който AMD няма отговор. AMD осъзнават, че ако очакват излизането на пазара на всяко ново поколение на процесорите на Intel и след това се опитват да създадат клонинг на този процесор, винаги ще са поне едно поколение назад. Това положение се утежнява поради все по-кратките срокове на смяна на поколенията.
През 1995 г. Intel и AMD сключват крос-лицензионно споразумение, което дава правото на всяка от компаниите да ползва разработки, които са патентовани от другата без опасност от съдебни дела.

### K5
През 1995 г. след множество закъснения, AMD пуска първата изцяло своя разработка – процесора K5. Целта на AMD е да позиционира K5 като директен противник на Pentium. Обозначението K идва от митичното вещество Криптонит, което единствено може да омаломощи популярния герой от комиксите Superman. Дори само от този факт са очевидни големите надежди, които възлага AMD на K5 в битката с много по-силния си съперник Intel.
Архитектурата на K5 е много добра за времето си (по-добра от тази на прекия си съперник Pentium) и е подобна на архитектурата на следващото поколение на Intel – Pentium Pro и на процесора 6x86 на другия голям конкурент на Intel по това време – компанията Cyrix. Ядрото на процесора е подобно на ядрото на RISC процесор, а x86-съвместимите инструкции се декодират в една или повече от вътрешните RISC-подобни инструкции, които после се изпълняват.
K5 не се превръща в успех за AMD. Основният проблем е, че тактовите честоти на процесорите са ниски и въпреки че при дадена честота K5 в много задачи е по-бърз от Pentium, честотите на Pentium процесорите са по-високи. Освен това Pentium е значително по-бърз при изчисленията с плаваща запетая, които стават все по-важни във връзка с нарастващото използване на компютрите за игри и възпроизвеждане на видео и аудио.
За да подобрят привлекателността на K5, от маркетинговия отдел на AMD въвеждат за пръв път т. нар. Pentium rating (PR), който теоретично трябва да показва производителността на дадения процесор в сравнение с Pentium. Така например процесорът K5 PR200 работи с реална честота 133 MHz, но (поне според AMD) е също толкова бърз като Pentium на 200 MHz. Повечето потребители не посрещат добре това нововъведение, особено като се има предвид, че тестовете, които AMD избира, за да демонстрира верността на PR-рейтинга избягват „ахилесовата пета“ на K5 – ниската производителност на блока за изчисления с плаваща запетая (FPU).
Въпреки недостатъците си, K5 има модерна архитектура и е напълно съвместим с Pentium. Конкурентът му от Cyrix – 6x86 – има сериозни проблеми със съвместимостта, особено под 32-битовата операционна система Windows NT на Microsoft. Технологичното изоставане на AMD е основно в производствената база и компанията инвестира много средства в нов завод в Остин, Тексас.

### K6 (NexGen)
Притиснати от нищожния пазарен успех на K5 и огромните загуби, през 1996 година AMD закупуват компанията NexGen, която е един от няколкото производители на x86-съвместими процесори. Основната цел за AMD са архитектурите на процесорите Nx на NexGen.
Nx686 се превръща в последната надежда (както се оказва впоследствие – оправдана) на AMD да закрепи позициите си на пазара за процесори. На екипа на NexGen е предоставена отделна сграда, време и средства, за да променят проекта на Nx686 според изискванията на AMD. В крайна сметка, процесорът е пуснат в производство през 1997 г. под името K6.
Основните нововъведения в процесора са динамичното преподреждане на инструкциите (позволяващо по-голяма заетост на блоковете за изпълнение на процесора), поддръжка на въведените от Intel целочислени мултимедийни инструкции MMX и значително по-мощен блок за изчисления с плаваща запетая (FPU). Освен това K6 е напълно съвместим по изводи с Pentium и съответно може да бъде използван в дънните платки, предназначени за Pentium (използващи така наречения Socket 7).
През 1998 г. AMD за пръв път изпреварва Intel чрез въвеждането на мултимедийните инструкции с плаваща запетая, наречени 3DNow! (съответните инструкции на Intel – SSE – излизат след почти година) в процесора K6-2. Същата година AMD въвежда и така наречения Super Socket 7, тъй като Intel изоставя тази платформа в полза на новия Slot 1. Super Socket 7 поддържа скорост на външната шина на процесора до 100 MHz, докато Socket 7 има максимална скорост от 66 MHz.
През 1999 г. AMD пуска последната версия на K6 – K6-III. Основните разлики от K6-2 са по-добрият модул за предсказване на преходите и 256 KB кеш от второ ниво (L2), който е вграден в процесора и работи на същата честота.
Като цяло серията K6 е голям успех за AMD, който спасява компанията от фалит. Процесорите K6 са също толкова бързи и дори по-бързи при изчисленията с цели числа от своите конкуренти Pentium II и Pentium III. Освен това AMD за пръв път въвеждат свои собствени разширения в набора от инструкции на x86-архитектурата (3DNow!), но в повечето популярни програми така и не се появява широка поддръжка за тези инструкции. Основният проблем на K6 си остава блокът за изчисления с плаваща запетая (FPU), който е с конвейерна организация при Pentium II и Pentium III. Така или иначе, въпреки че K6 приближава AMD до нивото на производителност на Intel, все пак AMD остава назад. Допълнителен проблем се оказва нововъведеният стандарт Super Socket 7, чипсетите за който се произвеждат от по-малки компании и се оказват със съмнително качество и съвместимост, особено с нововъведения стандарт за шина на графичните карти AGP.
Популярността на K6 е особено голяма в по-малко развитите пазари, където ниската цена е от голямо значение. За да се бори с K6 в ниския ценови сегмент, Intel въвежда процесорите Celeron, които принуждават AMD да влезе в ценова война, намалявайки значително приходите си.

### Athlon, Duron, Sempron (K7)
Става ясно, че за да оцелее и да върви напред, AMD се нуждае от нова стратегия, която да компенсира огромното технологично преимущество на Intel. Основателят на AMD Джери Сандърс разработва стратегия, наречена „Виртуална Горила“. AMD започва технологично сътрудничество с Motorola, IBM и други големи производители на микрочипове.
В същото време компанията DEC решава да ограничи разработката на популярните RISC процесори с висока производителност DEC Alpha. AMD веднага се възползва от положението и привлича голяма част от екипа, който разработва процесора Alpha, като един от водещите инженери от DEC – Дирк Мейер – става ръководител на екипа, който проектира процесора K7. Въпреки че в екипа влизат и екипите, които са проектирали процесорите K5 и K6, съществената роля на иженерите от DEC е очевидна.
Без да е революционен, проектът на K7 е много добре балансиран и премахва повечето тесни места в архитектурата на процесорите от предното поколение. Освен това, поучени от горчивия си опит с K6, от AMD реализират мощен блок за изчисления с плаваща запетая. В резултат, полученият процесор, който след конкурс получава наименованието Athlon, не само може да изпълнява повече инструкции при една и съща тактова честота с Pentium III, но и има по-добър потенциал за нарастване на честотата.
През август 1999 г. AMD представя първите чипове Athlon, които работят на забележителната за този момент честота от 650 MHz. За пръв път в историята AMD настига и надминава по производителност флагманските чипове на Intel. Заедно с Athlon AMD въвежда и нов сокет – т. нар. Slot A, който е подобен на Intel-ския Slot 1. Първите дънни платки са произведени с чипсети на AMD, но по късно се появяват достатъчно добри предложения и от традиционните производители на чипсети от VIA, SiS и ALi. Съвсем скоро и Slot A и Slot 1 са заменени от по-традиционните сокети, тъй като благодарение на напредъка на технологичните процеси, кешът от второ ниво се вгражда директно в самия процесор, а не на отделна платка до него.
Отговорът на Intel е новата версия на Pentium III с вграден кеш на второ ниво и по-високи честоти – Coppermine. Въпреки това, AMD продължава да изпреварва Intel по честота и производителност, обирайки плодовете на технологичното си сътрудничество с Motorola в областта на медните връзки в чиповете.
През март 2000 г. AMD пуска в продажба 900 и 1000 MHz Athlon процесори. Intel бърза да отговори с 1000 MHz Pentium III, но на пазара с месеци не може да бъде намерен такъв процесор поради високото ниво на брак в производството му. В опит да си върне водачеството, Intel пуска Pentium III на 1.13 GHz, но процесорът има проблеми с прегряване и грешки, което довежда до оттеглянето му от пазара и вгорчаване на публичното унижение на Intel.
За да отговори на очакванията на по-ниския сегмент на пазара, AMD пуска процесорите Duron, които си съперничат успешно с линията Celeron на Intel. Въпреки големия успех на Athlon AMD остава избор предимно на развиващите се пазари и на „направи си сам“ пазара, най-вече поради дългите традиции на повечето големи производители да работят предимно с процесори на Intel.
С въвеждането на новата линия процесори Pentium 4, преднината на Athlon почва да се стопява. Първите процесори от серията Pentium 4 имат по-ниска честота от предвидената и поради дългия си конвейер са сравнително бавни в традиционните приложения. Честотата на предлаганите Pentium 4 обаче бързо нараства и с пускането на подобренията Athlon XP от AMD се виждат принудени да върнат стария PR-рейтинг, въпреки че според твърденията им този път не става въпрос за сравнения с Pentium 4, а с производителността на оригиналния Athlon. Така или иначе, PR-рейтингът на първите процесори Athlon XP отговаря на реалната им производителност и AMD успява да поддържа паритет с Intel по производителност при значително по-ниски цени.
След пускането на подобрената версия на Pentium 4 – Northwood – нещата се променят в полза на Intel. Честотата на новите процесори достига 3.4 GHz, а PR-рейтингите на съответните модели Athlon XP все по-малко отразяват производителността им в сравнение със съответните модели на Northwood. Положението още веднъж не изглежда добре за AMD и всички очакват следващия проект на AMD – K8.

### Athlon 64, Sempron, Turion 64, Opteron (K8)
Проектът K8 до голяма степен е базиран на K7, но с множество еволюционни и поне две революционни подобрения: 64-битовия набор от инструкции и вградения в процесора контролер на паметта.
В продължение на 17 години (от 1986 до 2003 г.) наборът от инструкции на x86-съвместимите процесори е 32-битов. С течение на времето това започва да се превръща в тясно място, защото 32-битовият процесор не може да адресира повече от 4 GB ({\displaystyle 2^{32}} байта) памет. Освен това 32-битовият процесор е по-бавен при обработката на много големи числа, което е особено важно за набиращата популярност криптография. Intel временно решава проблема с модификации в начина на адресиране, но те не са нито елегантни, нито особено бързи.
Гледната точка на Intel по това време е, че x86 архитектурата вече е изживяла времето си и трябва да бъде замена с перспективния процесор Itanium, разработван от години съвместно с компанията HP. Itanium използва съвсем различна от CISC и RISC процесорна архитектура, наречена VLIW. Въпреки теоретичните предимства на тази архитектура, нейната производителност при работа със съществуващите 32-битови приложения е разочароваща, а цената – главозамайваща. В този момент това не е проблем за Intel, тъй като 32-битовите процесори остават достатъчно добри за почти всички задачи на масовия потребител, а след време се очакваше всички клиенти да изоставят остарялата x86-архитектура и да преминат на Itanium. Тази стратегия на Intel обяснява тяхното нежелание да добавят 64-битови разширения към x86 архитектурата.
AMD вижда в тази ситуация своя шанс най-после да открадне от Intel правото да прави промени в x86 архитектурата. Разработените 64-битови разширения от AMD бяха кръстени AMD64 или x86-64. Освен добавянето на 64-битови инструкции и методи за адресиране, AMD добавя и много нови регистри с общо предназначение, отстранявайки един от най-старите недостатъци на x86 архитектурата.
Въпреки коментарите на Intel (както се оказа впоследствие – до голяма степен оправдани), че 64-битовите разширения не са необходими на болшинството от потребителите и няма да бъдат необходими поне още 4 – 5 години, големите компании Microsoft, Sun Microsystems и дори свободната операционна система Linux подкрепят новата архитектура. От Microsoft дори обявяват, че ще разработят в най-кратки срокове 64-битова версия на популярната си операционна система Windows XP. Изправени пред тези факти, Intel бяха принудени да приемат като стандарт 64-битовите разширения на AMD, но, разбира се, не под името AMD64, а под името EM64T.
Този път AMD решава да разчупи имиджа си на производител предимно на евтини процесори за масовия потребител и на 22 април 2003 година е представен сървърният 64-битов процесор Opteron. Той се превръща в незабавен успех поради значително по-високата си производителност от прекия си конкурент от Intel, наречен Xeon. Освен всичко друго процесорите Opteron работят добре в многопроцесорни конфигурации, тъй като благодарение на вградените си HyperTransport връзки, те могат да бъдат свързвани в по-разклонени топологии, докато процесорите на Intel ползват общата системна шина, за да се обръщат към паметта и нейната честотна лента се превръща в тясно място.
На 23 септември 2003 г. AMD представя новите 64-битови процесори за десктоп пазара, които (не особено изненадващо) получават наименованието Athlon 64. Те също са незабавен успех и връщат AMD в борбата с Intel след не особено успешните последни инкарнации на линията Athlon XP. Новите процесори са особено бързи в игрите, където благодарение на вградения си контролер на паметта постигат добри резултати.
Скоро след това AMD решава да прекрати серията Duron и въвежда нова серия от бюджетни процесори, наречени Sempron. Първоначалното объркване на потребителите е доста голямо, защото има процесори Sempron както на базата на K8 (с по-малка кеш-памет на второ ниво и по-ниска честота), така и на базата на старото K7 ядро. Новата линия бързо наследява успеха на Duron и Athlon XP (Sempron процесорите на базата K7 ядрото са същите стари AthlonXP процесори, но под друго име и с по-висок PR рейтинг) и става популярна сред по-бюджетно ориентираните потребители.
64-битовите K8 навлизат и на мобилния пазар под името Turion 64. Там успехът им не е толкова добър, защото си съперничат с Pentium M процесори на Intel, които са плод на новата им идеология за по-ефективни процесори с по-малък разход на енергия и малко количество отделяна топлина (параметри, които са особено важни за мобилните компютри).
На 21 април 2005 г. AMD представя първия в света x86 двуядрен сървърен процесор. Двуядрените процесори присъстваха в плановете на компанията още от 2001, когато започна да се говори за K8. Навлизането на двуядрените процесори отбеляза края на епохата на бързо нарастване на честотата на процесорите и Intel и AMD се принудиха да тръгнат по този път, за да може да предоставят нови и по-бързи процесори.
Само месец по-късно, на 31 май 2005 г. AMD представя първия си двуядрен процесор за широка употреба – Athlon 64 X2. Intel дори успя да изпревари AMD, пускайки своя двуядрен процесор малко по-рано, но за сметка на това Athlon 64 X2 се оказва значително по-бърз и с много по-ниска консумация на енергия. За пръв път процесорите на AMD стават значително по-скъпи от тези на Intel поради по-добрите си качества.
Към средата на 2006 г. обаче, нещата рязко се промениха. След години разработки, Intel се отказва от архитектурата на Pentium 4, която е с по-ниска производителност на такт, но теоретично позволяваше много по-висока тактова честота. В крайна сметка тактовата честота на линията Pentium 4 се оказа ограничена от високата консумация на енергия и големите количества отделяна топлина. Освен това дългият конвейер на Pentium 4, който позволяваше висока тактова честота, е виновен за ниската производителност на процесора в повечето приложения, които не са оптимизирани специално за него.
Поучени от грешките си, Intel възприемат различен подход и създават процесор по идеологията на Pentium III и Athlon – с умерена честота, но с висока производителност на такт. Освен това, с присъщото си технологично превъзходство, Intel вече широко използва 65 nm технологичен процес, докато AMD все още произвежда процесорите си по 90 nm процес. През втората половина на 2006 г. Intel пуска на пазара революционния процесор Core 2 Duo, който носеше кодовото име Conroe. Тестовете на този процесор показват, че дори при по-ниска тактова честота той е значително по-бърз от всички процесори на AMD.
Единственият отговор на AMD става поредното въвеждане на нов процесорен сокет – т. нар. AM2, основното предимство на който е поддръжката на DDR2 памет. Тестовете на новата платформа AM2 не показват почти никакви подобрения в производителността спрямо стария сокет 939.

### Phenom (K10/K8L)
Ще бъдат пуснати в употреба в края на 2007 или началото на 2008. Специфични са с това че освен, че ще бъдат с 4 ядра ще имат и версия с 3 ядра, която най-вероятно ще запълни празнината между 2 и 4 ядрените процесори. Процесорите Phenom ще бъдат основен конкурент на Intel вариантите Core 2 Duo, които господстват след процесорите с 2 ядра.

## Поглъщане на ATI
На 24 юли 2006 г. след месеци упорити слухове, AMD обяви закупуването на един от двата основни производителни на графични процесори и чипсети – ATI за около 5.4 млрд. щатски долара. Предполага се, че по този начин AMD иска да има пълен контрол над проектирането и производството на чипсети за своите процесори по подобие на Intel и по този начин да си осигури приходи при бъдещите ценови войни с Intel.
От AMD и ATI обявиха, че основните цели на сливането са следните нови технологии:
- Вграждане на графичния процесор (GPU) в CPU, когато не е необходимо производителността на GPU да е много висока.
- Универсална отворена платформа от един или повече GPU, един или повече CPU и споделена памет (т.е. GPU ще се монтира на сокет към дънната платка също като CPU).
- Добавяне на бъдещи специализирани процесори (например DSP или мощни многоядрени процесори за специализирани физически изчисления) към гореописаната универсална платформа.

Поглъщането на ATI от AMD ще има огромен ефект върху пазарите както на процесори, така и на графични процесори.

## Към 2006
Към средата на 2006 г. бъдещето на AMD не изглежда особено розово. От AMD пазят упорито мълчание за това, какъв ще е отговорът на превъзходния процесор на Intel Core 2 Duo и изглежда, че за доста дълъг период от време това отново ще са по-ниските цени на процесорите от AMD.
Финансовото състояние на AMD е стабилно и вече няколко години компанията е на печалба. Приходите на AMD за 2005 г. са около 5.85 млрд. USD. Започналата през втората половина на 2006 г. ценова война с Intel и закупуването на ATI ще променят това, тъй като основната част от плащанията ще са в кеш (над 4 млрд. USD). Наблюдателите смятат, че за AMD тази сделка е „всичко или нищо“, тъй като ако поглъщането на ATI се окаже неуспешно, компанията няма да има свободни ресурси да продължи да бъде конкурентоспособна на пазара за x86 процесори и вероятно ще фалира. Под въпрос е поставено и важното стратегическо сътрудничество с компанията nVidia, която е основният доставчик на чипсети за процесорите на AMD.

## Бъдещи разработки
Следващото поколение процесори на AMD носи кодовото наименование K8L и се очаква към края на 2006 или началото на 2007 година. Както винаги, AMD не споделя почти нищо за този проект и спекулациите около него се множат. Както се вижда от името му, това ще е съществена ревизия на базата на успешния K8.

## Противопоставяне с Intel
Противопоставянето на AMD срещу Intel е неизбежно, тъй като двете компании владеят на практика почти целия пазар на процесори. Пазарния дял на AMD никога не е бил по-голям от 20%, макар че в последните години той започва бавно, но стабилно да се увеличава. Поради голямата разлика между приходите на двата вечни конкурента, често на битката между тях се гледа като на сражение между Давид и Голиат.
Конкурентната борба между AMD и Intel е една от няколкото, които привличат вниманието на компютърните ентусиасти подобно на спортно събитие. Освен тази забавна страна на нещата обаче, битката между двата производителя често води до съдебни дела.
Последната (и може би една от най-сериозните) съдебни битки започна през 2005 г., когато японската Федерална търговска комисия обвини Intel в нарушения на антимонополното законодателство. На 27 юни 2005 г. AMD спечели антимонополно съдебно дело срещу Intel в японския съд и още същия ден AMD внесе иск за мащабни нарушения на антимонополното законодателство във федералния съд на щата Делауеър. Обвиненията са, че Intel предлага големи намаления, маркетингови средства и заплахи за да накара производителите на компютри да не използват процесорите на AMD в своята продукция.
Друг скандал избухна при излизането на пазара на версия 2.0 на популярния софутер за телефонни разговори през компютърна мрежа Skype. Тази версия добавя възможност за конферентно обаждане на 10 души едновременно, но само на двуядрените процесори на Intel. Intel призна, че е платил на Skype, за да не може да се ползва тази възможност с други процесори – ход, който според много наблюдатели е злоупотреба. Подозренията, че двуядрените процесори на AMD ще се справят не по-зле, а вероятно дори по-добре с конферентните обаждания, се потвърдиха през март 2006 г. когато е създаден прост крак, който премахва гореспоменатото ограничение на Skype, заобикаляйки проверката за типа на процесора.
През 31 август 2011 в Остин, Тексас, AMD постигнаха нов световен рекорд в „Най-висока честота на компютърен процесор“: 8.429 GHz. Рекордът е постигнат с осем ядреният процесор FX-8150 със само един активен модул (две ядра), охлаждан от течен хелий. Преди това рекорда се държеше от Intel Celeron 352 (едноядрен) с честота от 8.308 GHz. На 1 ноември 2011 сайтът geek.com съобщи за нов рекорд – 8.461 GHz с използван процесор FX-8150 от Андре Иънг.

## Флашпамети
Въпреки че AMD е едва ли не синоним на „производител на процесори“, компанията също е и един от най-големите производители на флашпамети. Всъщност през многото периоди с не особено добри показатели на отдела за производство и продажба на процесори, флашпаметите са това, което предпазва компанията от фалит.
И на този пазар основният конкурент на AMD е Intel. За да се конкурира по-добре с Intel, през 1993 г. AMD основава съвместно предприятие с равно участие заедно с Fujitsu, наречено FASL. Производствената база на FASL се намира в Аизу-Уакамацу, Япония. През 2003 г. предприятието е трансформирано в нова компания, наречена FASL LLC, използвайки търговската марка Spansion. Щабквартирата на новата компания е в Сънивейл, Калифорния, САЩ. Договорено е AMD да притежава 60%, а Fujitsu – 40%. След няколко години, Spansion напълно се отделя от AMD в административно отношение и става публична компания, като (2006 г.) AMD притежава под 40% от компанията.
На 21 септември 2005 г. AMD подписва договор, с който се съгласява да не се конкурира със Spansion и Fujitsu на пазара на flash-памети. Този ход е следствие от стратегията на AMD да се фокусира предимно върху проектирането и продажбата на процесори.